# Насосна експлуатація свердловин

Рис. 1

Насосна експлуатація свердловин — система відбирання рідини зі свердловини, за якої її підіймання на поверхню здійснюється за рахунок енергії, котру передає рідині насос. При насосному способі експлуатації підйом нафти зі свердловин на поверхню здійснюється штанговими свердловинними і безштанговими відцентровими насосами. У нафтовидобувній галузі також застосовуються відцентрові, гвинтові, гідропоршневі, струминні, гідроімпульсні та діафрагмові насоси.

## Загальний опис
На сьогодні розроблено і застосовується багато типів свердловинних насосів.
Різні за принципом дії і конструкції глибинно-насосні установки набули поширення не тільки у галузі видобутку нафти, але і для експлуатації водяних, гідротермальних та інших свердловин. Різноманітність глибинно-насосних установок потребує їх класифікації.

### Класифікація глибино-насосних установок
Можна виділити такі основні ознаки класифікації глибинно-насосних установок.
1. За принципом дії глибинного насосу:
- плунжерні (поршневі);
- відцентрові;
- гвинтові;
- струменеві;
- вібраційні (звукові);
- діафрагмові;
- роторно-поршневі тощо.

2. За типом передачі енергії глибинному насосу від приводного двигуна:
- штангові;
- безштангові.

Штангові глибинно-насосні установки (ШГНУ) поділяються на:
- - балансирні;
  - безбалансирні.

За типом використовуваного приводу ШГНУ поділяються на:
- - механічні;
  - гідравлічні;
  - пневматичні.

Безштангові глибинно-насосні установки (БГНУ) поділяються за типом використовуваного приводу:
- - з електроприводом;
  - з гідроприводом;

За місцезнаходженням використовуваного приводу БГНУ бувають:
- - з приводом, розташованим на поверхні;
  - з приводом, розташованим у свердловині.

3. За призначенням глибинні насоси поділяються на:
подача
- для експлуатації низькодебітних свердловин;
- для експлуатації середньодебітних свердловин;
- для експлуатації високодебітних свердловин;

висота підйому (напір)
- для експлуатації неглибоких свердловин;
- для експлуатації свердловин середньої глибини;
- для експлуатації глибоких свердловин.

### Спосіб видобутку нафти за допомогою штангових глибинно-насосних установок (ШГНУ)
Спосіб видобутку нафти за допомогою штангових глибинно-насосних установок (ШГНУ) досить поширений. Ним можна добувати від 1 до 500 т нафти на добу. Однак переважно глибинно-насосну експлуатацію застосовують у мало- та середньодебітних нафтових свердловинах. Як глибинні насоси в основному застосовуються плунжерні насоси, пристосовані для роботи в нафтових свердловинах на великих глибинах. Глибинний плунжерний насос складається з циліндра з кульковим усмоктуючим клапаном у нижній частині й пустотілого плунжера, вставленого в циліндр. Плунжер також має один або два кулькові нагнітальні клапани. Циліндр установлюється в нижній частині колони підйомних труб під рівень рідини у свердловині, а плунжер підвішується на насосних штангах.

Рис. 2

Штанги передають плунжеру зворотно-поступальний рух від спеціального механізму, встановленого над гирлом свердловини. При русі плунжера вгору (рис. 1а) верхній нагнітальний клапан закритий, тому що на нього тисне стовп рідини, що знаходиться в насосних трубах. У цей час нижній усмоктуючий клапан відкривається внаслідок дії тиску рідини на нього знизу, і рідина надходить у циліндр насоса. При ході плунжера вниз (рис. 1б) нижній усмоктуючий клапан під тиском рідини, яка знаходиться під плунжером, закривається, а верхній клапан відкривається, і рідина з циліндра переходить у простір над плунжером.
Таким чином, при ході плунжера вгору відбувається всмоктування рідини в циліндр насоса, а при ході вниз — нагнітання її в підйомні труби. При безперервній роботі за кожний хід плунжера в циліндр насоса надходитиме рідина в об'ємі, що дорівнює добутку довжини ходу плунжера на його діаметр.
За цей час така кількість рідини перейде із циліндра насоса в простір над плунжером, тобто в підйомні труби, по яких рідина піднімається на поверхню. Для приведення в рух плунжера глибинного насоса над гирлом свердловини встановлюють спеціальний шатунно-кривошипний механізм, що зветься верстатом-качалкою, котрий слугує для перетворення обертального руху вала електродвигуна у зворотно-поступальний прямолінійний рух колони насосних штанг. Схематично роботу глибинонасосної штангової установки зображено на рис. 2.
Циліндр насоса 1 встановлюють на колоні підйомних труб 4 під рівень рідини у свердловині. Плунжер 2 підвішують на насосних штангах 3 в циліндрі насоса. На гирлі свердловини встановлено трійник 5 для викиду рідини із сальником 6, через який пропускається верхня полірована штанга, що підвішується на канатних або ланцюгових підвісках до головки балансира 7 верстата-качалки.
Обертання вала електродвигуна 11 через ремінну й зубчасту передачі передається кривошипному валу. На подовженому кінці кривошипного вала насаджений кривошип 10 (чи два кривошипи на обох кінцях вала), він з'єднаний шарнірами із шатуном 9 і заднім плечем балансира 8 верстата-качалки. У результаті заднє та переднє плечі балансира здійснюють коливальний рух униз і вгору. Разом з балансиром рухається вгору та вниз також і колона насосних штанг з укріпленим на її кінці глибинним насосом.
Число хитань балансира верстата-качалки відповідає числу обертів кривошипного вала за той же час і може змінюватися у верстатах-качалках від 5 до 15 хитань на хвилину. Електродвигуни, що служать для привода верстатів-качалок, мають постійну швидкість обертання вала, яка дорівнює 730, 1000 та 1500 об/хв.
Зниження швидкості обертання кривошипного вала здійснюється за допомогою системи пасової й зубчастої передач, у яких ведений шків або шестірня мають більший діаметр порівняно з діаметром шківа чи шестірні ведучого шківа.
Недоліками штангових насосів є громіздкість, можливість обриву штанг, обмеженість застосування в похилих і сильно обводнених свердловинах, недостатньо висока подача, невеликі (до 2,5 км) глибини експлуатації.
У зв'язку із цим при експлуатації нафтових свердловин застосовуються також безштангові насоси різних типів (занурені електровідцентрові, гвинтові, гідропоршневі, вібраційні, діафрагмові, струминні).

### Безштангові занурювані електровідцентрові насоси (ЕВЦН)
Поряд із штанговими найбільше поширення одержали безштангові занурювані електровідцентрові насоси (ЕВЦН). Ці насоси в основному використовуються для експлуатації високодебітних свердловин, що не містять у своїй продукції великих кількостей піску.
Занурюваний електровідцентровий насос являє собою набір окремих ступенів, у кожному з яких є свій ротор (відцентрове колесо) і статор (направляючий апарат). Ротори окремих ступенів посаджені на один вал, жорстко з'єднаний з валом занурюваного електродвигуна.
Установка ЕВЦН (рис. 3) складається із занурюваного агрегату, що спускається у свердловину на насосно-компресорних трубах, наземного обладнання й кабелю живлення.
Занурюваний агрегат складається з трьох основних вузлів, розташованих на одному вертикальному валу: багатоступінчастого відцентрового насоса 4, зануреного електродвигуна 1 і протектора 2. Протектор установлюється між насосом та двигуном і оберігає останній від проникнення в нього зі свердловини нафти або води. Поряд із протектором монтується сітчастий фільтр 3. Ці вузли поміщені в сталеві кожухи одного діаметра. У робочому положенні двигун установлюється під насосом. Корпус двигуна з'єднується герметично з корпусом насоса за допомогою фланцевого з'єднання через протектор, а вал двигуна з'єднується через вал протектора з валом насоса за допомогою шліцевої муфти.
Енергія до двигуна підводиться по спеціальному кабелю 5, який опускається разом з колоною насосних труб і кріпиться до неї зовні за допомогою тонких залізних поясів.
Наземне обладнання складається з напрямними ролика з підвіскою 6, кабельного барабана 7, автоматизованої станції управління 9 та автотрансформатора 8.
Принцип дії установки ЕВЦН такий. Електричний струм із промислової мережі через автотрансформатор 8 і станцію управління 9 по броньованому кабелю надходить до електродвигуна 1. Обертаючи вал насоса 4, електродвигун приводить його в дію. Засмоктана насосом нафта проходить через фільтр 3 і нагнітається по підйомних трубах на поверхню. Щоб нафта при зупинці агрегату не зливалася з підйомних труб у свердловину, в трубах над насосом змонтований зворотний клапан.
Істотними недоліками електровідцентрових насосів є їхня низька ефективність при роботі у свердловинах з дебітом, нижчим ніж 60 м³/добу, зниження подачі, напору і ККД при підвищенні в'язкості нафти, а також при збільшенні вмісту вільного газу в пластовій суміші.